# 1904 en bande dessinée
| Années de la bande dessinée : 1901 - 1902 - 1903 - 1904 - 1905 - 1906 - 1907    |
| Décennies de la bande dessinée : 1870 - 1880 - 1890 - 1900 - 1910 - 1920 - 1930 |

Cet article présente les faits marquants de l'année 1904 en bande dessinée.

## Évènements
- À Montréal dans le journal La Patrie paraît pour la première fois une bulle dans la série Timothée.
- Aux États-Unis, publication de Le petit sammy éternue, par Winsor McCay

## Nouveaux albums
Voir aussi : Bandes dessinées des années 1900
| Sortie | Titre       | Scénariste | Dessinateur | Coloriste | Éditeur |
| ------ | ----------- | ---------- | ----------- | --------- | ------- |
| ?      | à compléter |            |             |           |         |
| ?      | …           |            |             |           |         |

## Naissances
- 30 mars : Edgar P. Jacobs, auteur de la série des Blake et Mortimer, et un des collaborateurs d'Hergé († 20 février 1987).
- 16 septembre : Joe King, auteur de comic strips
- 21 octobre : Edmond Hamilton, auteur de science-fiction et scénariste de comics
- 11 décembre : Marge, auteure de comic strips (Petite Lulu)
- 12 décembre : Jacques Van Melkebeke, journaliste, écrivain, et scénariste de bande dessinée belge, ami d'Hergé († 8 juin 1983).
- Al Fago auteur de comics
- 8 janvier : Peter Arno